# Ferdinand Regelsberger
Aloys Ferdinand Friedrich Woldemar Regelsberger (10. september 1831 - 28. februar 1911 i Göttingen) var en tysk retslærd.
Regelsberger blev Dr. jur. 1857, 1858 privatdocent i Erlangen, 1862 ekstraordinær professor i Zürich, 1863 ordentlig professor sammesteds, 1868 i Giessen, 1872 i Würzburg, 1881 i Breslau og 1884 i Göttingen. Regelsberger var en fin, grundig og selvstændig tænker, der ivrigt trådte i skranken for en livlig vekselvirkning mellem teori og praksis og utrættelig pegede på praksis som den bedste prøvesten for værdien af den teoretiske læresætning. Foruden talrige afhandlinger, for eksempel i Archiv für die civilistische Praxis og i Jherings Jahrbücher, af hvilket sidste han var medudgiver, skrev Regelsberger 
blandt andet Zur Lehre vom Altersvorzug der Pfandrechte (1859), Civilrechtliche Erörterungen. I. Die Vorverhandlungen bei Verträgen, Angebot, Annahme, Traktate, Punktation nebst der Lehre von der Versteigerung und von der Auslobung (1868), Beiträge zur Lehre von der Hartung der Behörden und Beamten der Aktiengesellschaften. Ein Rechtsgutachten (1872), Studien im bayerischen Hypothekenrechte mit vergleichender Rücksicht auf andere neuen Hypothekengesetzgebungen (1872), Das bayerische Hypothekenrecht (I 1874, II 1877; 3. oplag under medvirken af Wilhelm von Henle 1897), og sit hovedværk, de åndfulde Pandekten (I 1893 — Karl Bindings Handbuch). Til Wilhelm Endemanns Handbuch (II 1882) bidrog Regelsberger med afsnittet Die Handelsgeschäfte. Allgemeine Grundsätze. Han udgav 8.—11. udgave af Jherings Zivilrechtsfälle ohne Entscheidungen (11. oplag 1909).